# Stenohippus paravittatus
Stenohippus paravittatus är en insektsart som beskrevs av Nicholas David Jago 1996. Stenohippus paravittatus ingår i släktet Stenohippus och familjen gräshoppor. Inga underarter finns listade i Catalogue of Life.